# EO Весов
EO Весов (лат. EO Librae) — одиночная переменная звезда в созвездии Весов на расстоянии (вычисленном из значения параллакса) приблизительно 17023 световых лет (около 5219 парсеков) от Солнца. Видимая звёздная величина звезды — от +15,7m до +13,5m.

## Характеристики
EO Весов — пульсирующая переменная звезда типа RR Лиры (RR).